# Альтэглофсхайм
Альтэглофсхайм (нем. Alteglofsheim) — община в Германии, в земле Бавария.
Подчиняется административному округу Верхний Пфальц. Входит в состав района Регенсбург и непосредственно подчиняется управлению административного сообщества Альтэглофсхайм, являясь его центром.
По данным на 31 декабря 2015 года:
- территория — 1321,58 га;
- население — 3187 чел.;
- плотность населения — 241,15 чел./км²;
- землеобеспеченность с учётом внутренних вод — 4146,78 м²/чел.

## Население
По оценке на 31 декабря 2015 года население общины Альтэглофсхайм составляет 3187 чел. 

| Дата      | 1840 | 1871 | 1900 | 1925 | 1939 | 1950 | 1961 | 1970 | 1987 | 2011 |
| --------- | ---- | ---- | ---- | ---- | ---- | ---- | ---- | ---- | ---- | ---- |
| Население | 564  | 652  | 819  | 872  | 881  | 1363 | 1301 | 1554 | 2701 | 3179 |

| Год       | 1960 | 1970 | 1980 | 1990 | 2000 | 2009 | 2010 | 2011 | 2012 | 2013 | 2014 | 2015 |
| --------- | ---- | ---- | ---- | ---- | ---- | ---- | ---- | ---- | ---- | ---- | ---- | ---- |
| Население | 1281 | 1596 | 2302 | 2851 | 3032 | 3201 | 3210 | 3181 | 3231 | 3228 | 3198 | 3187 |